# 尾上由美
尾上 由美（おのうえ ゆみ、1977年4月21日 - ）は、日本のタレント。本名非公表（旧姓：尾上）。所属事務所は大阪テレビタレントビューロー（TTB）。

## 人物
兵庫県姫路市生まれ。琴丘高等学校出身（野球部マネージャーを務めていた）、夙川学院短期大学英文科卒業。血液型はO型。
趣味はピアノ、バレエ、野球観戦、スノーボード、器械体操、乗馬。
2006年4月より、東京へ移住し、仕事を休止中。

## 出演番組
- びびっとびわこN （びわ湖放送）
- 明日どこいこ　（ベイ・コミュニケーションズ）